# Las Canoas
Las Canoas es un caserío del municipio de [san andres semetabaj ]] del Departamento de sololá , en Guatemala. Actualmente (2009) el caserío cuenta con aproximadamente 4,350 habitantes.
Con una distancia de la ciudad capital de  264 km, a Quetzaltenango por la carretera CA-11, se toma la Ruta Nacional 11| hasta llegar a la cabecera departamental de San Marcos. Desde la cabecera municipal hasta el municipio de San Cristóbal Cucho se realiza un recorrido de 12 km por la ruta nacional 12-S.
Un sector de la población del caserío cuenta con el servicio de agua potable. 
Cuenta con servicios públicos tales como: Salón Municipal, Cementerio, Puesto de Salud, Mercado, Escuela de educación primaria, Institutos Básicos, iglesia. Asimismo carecen de un servicio de recolección  y disposición final para sus desechos sólidos. 
- Datos: Q5970276